# Koos Kombuis

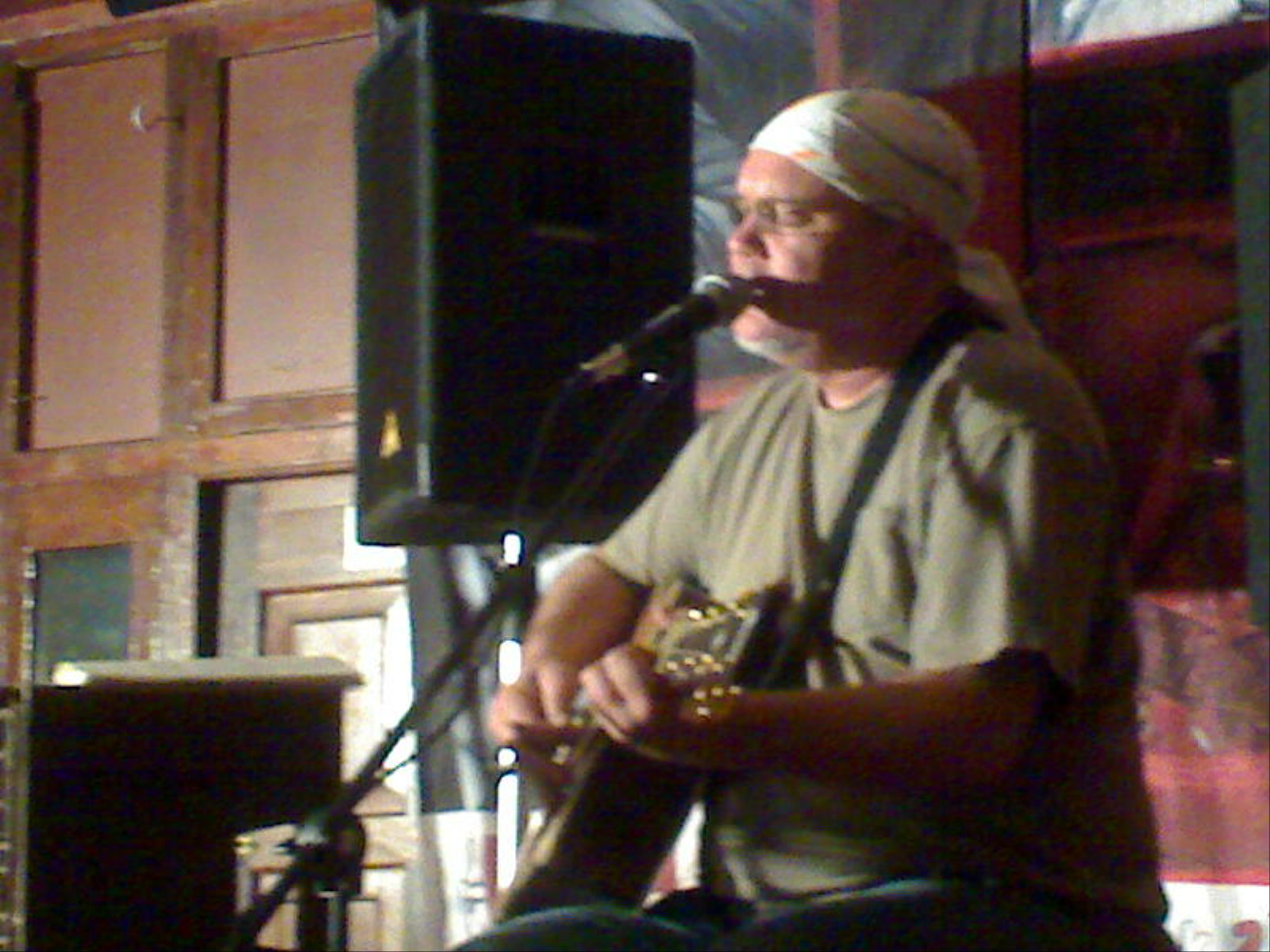
Koos Kombuis (2007)

Koos Kombuis (* 5. November 1954 in Kapstadt; bürgerlicher Name André le Roux du Toit; zeitweise auch als André Letoit oder Koos A. Kombuis) ist ein südafrikanischer Singer-Songwriter, Gitarrist und Schriftsteller. Er singt und schreibt meist auf Afrikaans, gelegentlich auch auf Englisch.

## Leben
André le Roux du Toit wurde als eines von drei Geschwistern geboren. Seine Mutter war Lehrerin, sein Vater Angestellter. Schon als Schüler hatte er den Spitznamen Koos. Sein Matric legte er 1972 an der Hoërskool Menlopark in Pretoria ab. Nach Ableistung seines Wehrdienstes in der South African Defence Force, wo er wegen schlechter Schießleistungen zur Feuerwehr eingeteilt wurde, studierte er zwei Jahre an der Universität Pretoria, ohne einen Abschluss zu machen. Er zog nach Hillbrow in Johannesburg und hatte unterschiedliche Jobs, unter anderem als Feuerwehrmann. 1976 kehrte er zu den Eltern zurück. 1977 verbrachte er ein Jahr in einer psychiatrischen Klinik, wo er irrtümlich als schizophren eingestuft wurde; zeitgleich veröffentlichte er mit Die man met die lang ding eine erste Kurzgeschichte um einen homosexuellen Mann in einer Untergrundzeitschrift. 1978 erschien das Gedicht Gebed in der Zeitschrift Donga. Er zog nach Kapstadt und veröffentlichte Kurzgeschichten im Magazin Huisgenoot. 1980 gab er die Zeitschrift Hunch heraus; einige Gedichte erschienen 1981 in der Anthologie Brêkfis met vier. 1982 erschien seine Gedichtsammlung Suburbia, der 1985 mit Die geel kafee eine zweite Sammlung folgte. Im selben Jahr erschien sein experimenteller, semiautobiografischer Roman Somer II, der als „Punk-Roman“ beschrieben wurde und sich an Jack Kerouacs  Roman Unterwegs anlehnt. Mit Suidpunt-jazz erschien 1989 ein weiterer Roman, ebenfalls unter dem Namen André Letoit.
1986 erwarb er die Langspielplatte Wie is Bernoldus Niemand seines Landsmanns James Philipps (1959–1995). Sie inspirierte ihn zu einer Demo-Kassette, die er an die Plattenfirma Shifty Records schickte. 1987 nahm er in 90 Minuten das Album Ver van die ou Kalahari bei Shifty Records auf. Er verwendete in der Folge sein Pseudonym Koos Kombuis (etwa: „Koos Küche“), weil er bei der Erfindung des Namens in einer Küche gelebt hatte.
Kombuis wurde Mitglied von Johannes Kerkorrel en die Gereformeerde Blues Band („Johannes Kerkorrel und die reformierte Bluesband“ – der Bandname bezieht sich ironisch auf die Niederländisch-reformierte Kirche Südafrikas). Zur Band gehörten neben Sänger Johannes Kerkorrel auch James Philipps. Deren neuer Stil der afrikaanssprachigen Musik wurde bekannt als alternatiewe Afrikaans (alternative afrikaanssprachige Musik) – sie vermittelte einer neuen Generation Buren ein Bewusstsein für unterschiedliche politische Meinungen.
1989 veröffentlichte die Gereformeerde Blues Band das Album Eet Kreef! („Esst Langusten!“) bei Shifty Records. Sechs der neun Titel durften nicht im staatlichen Rundfunk und Fernsehen gespielt werden, das Album war aber trotzdem kommerziell erfolgreich. Danach tourte die Band, unterstützt durch die alternative afrikaanssprachige Wochenzeitung Vrye Weekblad, durch Universitäten und trat bei Kunstfesten auf. Diese Tour hieß Voëlvry („vogelfrei“). Besonders der konservative Geheimbund Afrikaner Broederbond versuchte, Konzerte der Bewegung zu verhindern.
Kombuis schrieb zahlreiche weitere Bücher und nahm Alben auf. 1990 erschien das Stück Lisa se klavier, das unter anderem von The Parlotones gecovert wurde. 1994 veröffentlichte er das Lied Johnny is nie dood nie (etwa: „Johnny ist nicht tot“) als Hommage an Johannes Kerkorrel – er sang es auch nach dessen Tod im Jahr 2002. 1997 widmete er mit Madiba Bay ein Album dem damaligen Präsidenten Nelson Mandela. Auf seinem 2008 erschienenen Album Bloedrivier kritisierte er dagegen die vom African National Congress verantwortete Regierungspolitik. Er spielt solo mit Gitarre oder lässt sich von seiner Rockband Die Warmblankes (Afrikaans arm blankes = arme Weiße) begleiten. Neben Südafrika tritt er vor allem auch in Namibia auf.
Kombuis ist mit einer Namibierin verheiratet und hat mit ihr zwei Kinder. Die Familie lebt in Somerset West.

## Literarische Werke
- 1982: Suburbia. Gedichte. Perskor.
- 1982: Nou’s die kaap weer hollands. Kurzgeschichten. Human & Rousseau.
- 1983: My nooi is in ’n tikmasjien. Kurzgeschichten aus Huisgenoot. Perskor.
- 1985: Die geel kafee. Gedichte. Perskor.
- 1985: Somer II. Roman. Perskor.
- 1986: Breekwater. Kurzgeschichten. Perskor.
- 1988: Die bar op De Aar. Liedtexte. Tafelberg.
- 1989: Suidpunt-jazz. Roman. HAUM-Literër.
- 1990: Paradise redecorated. Prosa. Nemesis.
- 1998: Die tweede reën. Gedichte. Bitterkomix.
- 1998: Koos se songs. Liedtexte. Mystic Pub.
- 2000: Seks & Drugs & Boeremusiek. Die Memoirs van ’n Volksverraaier. Autobiografie. Human & Rousseau.
- 2001: My Mamma is ’n taal. Kolumnen. Human & Rousseau.
- 2002: Hotel Atlantis. Roman. Human & Rousseau.
- 2003: Afrikaans my darling. Kolumnen. Human & Rousseau.
- 2003: The Secret Diary of God. Prosa. Human & Rousseau.
- 2005: Raka – die roman. Roman. Human & Rousseau.
- 2006: Die dieper dors. Essays und Kolumnen. Human & Rousseau.
- 2008: The Complete Secret Diaries of God. Prosa. Human & Rousseau.
- 2009: Die tyd van die kombi’s/Short Drive to Freedom. Autobiografie. Human & Rousseau.
- 2011: Die reuk van koffie. Essays und Kolumnen. Human & Rousseau.
- 2013: i-Tjieng: ’n GPS vir verdwaalde siele. Prosa. Penguin.

## Diskografie
- 1987: Ver van die ou Kalahari (Shifty Records)
- 1990: Niemandsland & Beyond (Shifty Records)
- 1994: Elke Boumelaar se droom (Gallo Music Productions)
- 1997: Madiba Bay (Wildebeest Records)
- 1997: Blameer dit op Apartheid (Wildebeest Records)
- 1999: Mona Lisa (Kompilation; Wildebeest Records)
- 2000: Blou kombuis (Live mit Albert Frost; JNS Music)
- 2000: Greatest Hits (Kompilation; Gallo Music Productions)
- 2002: Equilibrium (Rhythm Records)
- 2003: Jaar in die son (mit Vallant Swart; Rhythm Records)
- 2008: Bloedrivier (Koos Kombuis)
- 2009: Koos Kombuis (Koos Kombuis)
- 2012: Dertien (Koos Kombuis)